# 拉托奇納河
拉托奇納河（烏克蘭語：Раточина），是烏克蘭的河流，位於該國西部，屬於季斯梅尼齊亞河的左支流，流經利沃夫州，河道全長13公里，流域面積45平方公里。